# Bruce (Wisconsin)
Bruce es una villa ubicada en el condado de Rusk en el estado estadounidense de Wisconsin. En el Censo de 2010 tenía una población de 779 habitantes y una densidad poblacional de 125,9 personas por km².

## Geografía
Bruce se encuentra ubicada en las coordenadas 45°27′30″N 91°16′24″O / 45.45833, -91.27333. Según la Oficina del Censo de los Estados Unidos, Bruce tiene una superficie total de 6.19 km², de la cual 6.06 km² corresponden a tierra firme y (2.09%) 0.13 km² es agua.

## Demografía
Según el censo de 2010, había 779 personas residiendo en Bruce. La densidad de población era de 125,9 hab./km². De los 779 habitantes, Bruce estaba compuesto por el 99.1% blancos, el 0% eran afroamericanos, el 0% eran amerindios, el 0% eran asiáticos, el 0% eran isleños del Pacífico, el 0% eran de otras razas y el 0.9% pertenecían a dos o más razas. Del total de la población el 1.03% eran hispanos o latinos de cualquier raza.